# 5289 Німела
5289 Німела (5289 Niemela) — астероїд головного поясу, відкритий 28 травня 1990 року.
Тіссеранів параметр щодо Юпітера — 3,220.